# Waituna Lagoon
Die Waituna Lagoon ist eine Lagune in der Region Southland auf der Südinsel von Neuseeland.

## Geographie
Die Lagune befindet sich an der Südküste der Südinsel, rund 18 km südöstlich von Invercargill. Das Gewässer, das an der Toetoes Bay liegt, besitzt darüber einen direkten Zugang zur Foveaux Strait. Mit einer Flächenausdehnung von rund 10,7 km² erstreckt sich die Lagune über eine Länge von rund 8,9 km in Westnordwest-Ostsüdost-Richtung und besitzt eine maximale Breite von rund 3,5 km.
Die Lagune verfügt über drei Hauptzuflüsse, die da wären der Waituna Creek, mit einem Wassereinzugsgebiet von 10,604 km², der Moffat Creek, mit einem Wassereinzugsgebiet von 1,733 km² und der Carran Creek, mit einem Wassereinzugsgebiet von 2,871 km². Damit summiert sich das Wassereinzugsgebiet der Lagune auf insgesamt 15,208 km².

## Wiederherstellungsprogramm
Die Lagune ist Teil des rund 20.000 Hektar großen Awarua Wetland, einem Feuchtgebiet von besonderer Bedeutung, das zu den fünf Feuchtgebieten des Landes zählt, für das ein Programm zur Wiederherstellung von Feuchtgebieten existiert und vom Department of Conservation gemanagt wird.

## Wanderwege
Drei Wanderwege, der Boardwalk Track, der Wetland Loop Track und der Waituna Quarry Restoration Track, ermöglichen einen Teil des Gebiets im Feuchtgebiet und entlang der Lagune zu erwandern.